# Martin Smith (simmare)
Trevor Martin Smith, född 10 januari 1958, är en brittisk före detta simmare.
Smith blev olympisk bronsmedaljör på 4 x 100 meter medley vid sommarspelen 1980 i Moskva.